# Titanomakhia

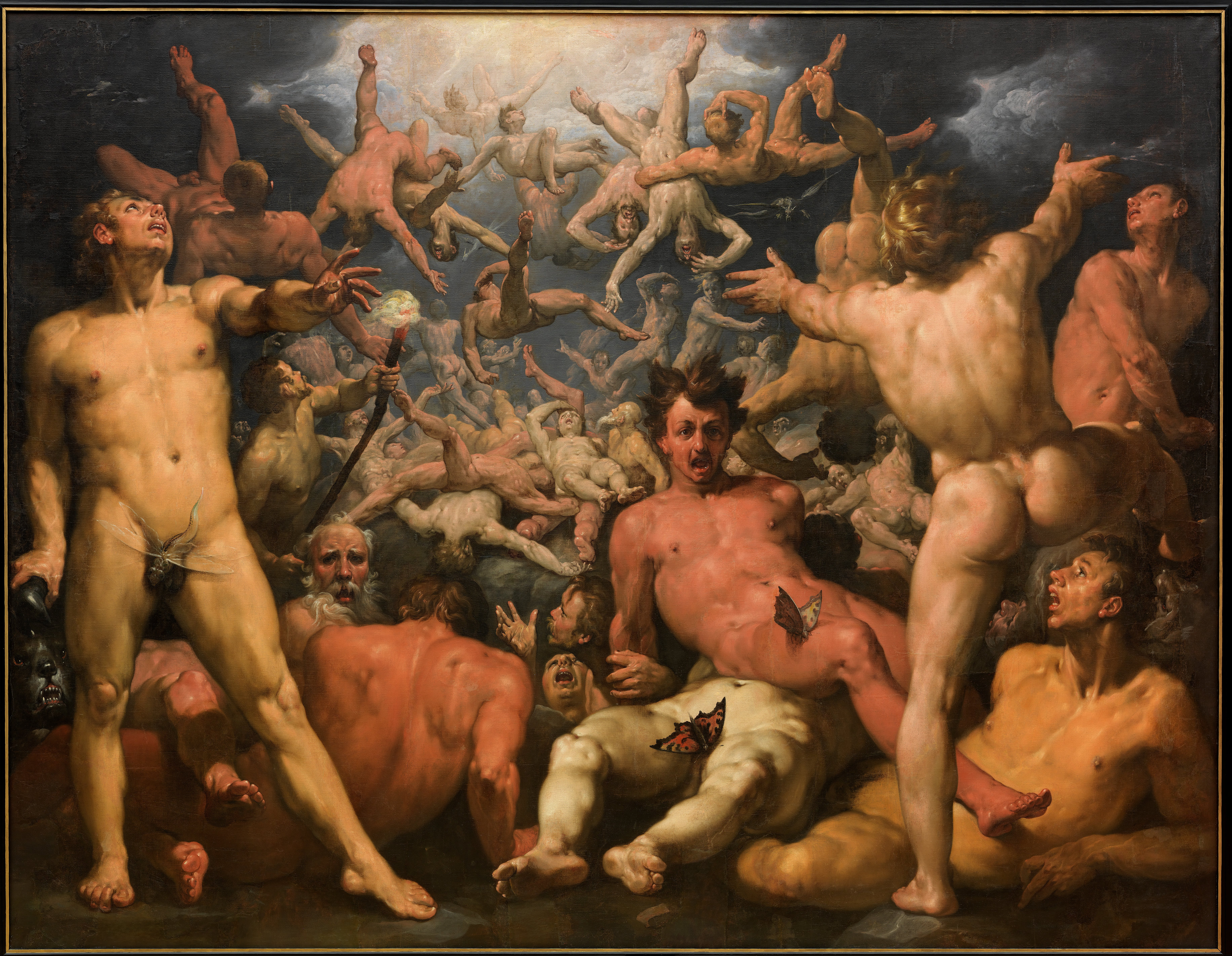
Cornelis van Haarlem, A titánok bukása, 1588-1590

A görög mitológiában a Titanomakhia (görögül: Τιτανομαχία, Titanomakhia – titánok csatája) egy tíz évig tartó csatasorozat volt, amelyet Thesszáliában vívtak, és amelyben a titánok többsége (az istenek idősebb generációja, az Othrisz-hegyről) harcolt az olümposziak (a fiatalabb generációk, akik az Olümposz hegyén uralkodtak) és szövetségeseik ellen. Ez az esemény más néven a titánok háborúja, a titánok csatája, az istenek csatája vagy éppen az istenek háborúja. A háborút azért vívták, hogy eldöntsék, melyik istennemzedéknek lesz uralma a világegyetem felett; és az olümposzi istenek győzelmével végződött.
A klasszikus kor görögei számos verset tudtak az istenek és sok titán közötti háborúról. A domináns, és az egyetlen, amely fennmaradt, a Hésziodosznak tulajdonított teogónia. A titánok Orpheusznak tulajdonított versekben is kiemelkedő szerepet játszottak. Bár az orfikus elbeszélésekből csak töredékek maradtak fenn, érdekes eltéréseket mutatnak a hésziodoszi hagyománytól.

## Konfliktus az első istenek között
Ennek a fontos ütközetnek a színtere azután alakult ki, hogy a legfiatalabb titán, Kronosz anyja, Gaia (Γαία, a Föld) segítségével legyőzte saját apját, Uranoszt (Ουρανός, az égbolt és a kozmosz uralkodója).
Uránosz akkor vonzotta magára Gaia ellenségeskedését, amikor bebörtönözte gyermekeit, a Százkezűeket és a Küklópszokat a méhébe. Gaia készített egy nagy sarlót, amelyet adamantinból kovácsoltak, és elrejtette az Othrisz-hegy egy hasadékában. Gaia ezután megpróbálta meggyőzni a másik 12 gyermekét, akiket a Titánoknak neveztek, hogy kasztrálják Uránoszt. Csak Kronosz volt hajlandó megtenni a tettet, ezért Gaia odaadta neki az adamantinsarlót, és ugyanabba a résbe helyezte, ahol korábban Kronosz sarlója volt.
Amikor Uránosz óriásokkal találkozott Gaiával az Othrisz-hegyen, Kronosz lesből támadta Uránoszt, és az adamantinsarlóval levágta a nemiszervét, és átvetette a Földközi-tengeren. Ezt követően Kronosz kiszabadította a bebörtönzött Százkezűeket és Küklopszokat, Kronosz gyorsan bebörtönözte Uránoszt mélyen a Tartarosz alatt. Uránosz azonban megátkozta Kronoszt, hogy Kronosz saját gyermekei fellázadjanak uralma ellen, ahogy Kronosz fellázadt saját apja ellen. Uránosz vére, amely a földre ömlött, az óriások, Erinnüszök és Meliáknak születését eredményezte. A megcsonkított nemi szervéből származó sperma és vér keverékéből kagylóhéjon kelt ki Aphrodité,  majd Ciprus szigetén Petra tu Rumiunál lépett partra.
„...Amint a tagokat kovakővel levágta és szárazföldről a hömpölygő tengerbe dobta, hosszú időre elsodorták őket a fővonalon, és fehér hab terült szét körülöttük a halhatatlan húsból, és ott nőtt egy leányzó..."
Kronosz felvette az apja címét a föld, az ég és a tenger uralkodójaként. Ezután úgy biztosította hatalmát, hogy arra kényszerítette testvéreit, hogy hajoljanak meg akarata előtt. 
Kronosz, aki paranoiás volt Uránosz átkától, és félt uralma végétől, most olyan zsarnokká változott, aki apja, Uránosz egykor volt, és minden gyermekét egészben lenyelte, ahogy azok nővére-feleségétől, Rheától születtek. Rheának, aki kezdett neheztelni Kronoszra, sikerült elrejteni legfiatalabb újszülött gyermekét, Zeuszt azáltal, hogy rávette Kronoszt, hogy lenyeljen egy magnetitsziklát, amelyet édesanyja, Gaia adott neki egy takaróba burkolva.
Rhea egy krétai barlangba hozta Zeuszt, ahol Amaltheia és a Meliák nevelték fel. Amikor elérte a felnőttkort, Kronosz pohárnokának álcázta magát. Miután Zeusz Kronosz szolgája lett, Métisz mustár és bor keverékét adta neki, amitől Kronosz kihányta lenyelt, már felnőtt gyermekeit. Miután kiszabadította testvéreit, Zeusz fellázadt a titánok ellen.

## Zeusz és testvérei átveszik a teremtés irányítását

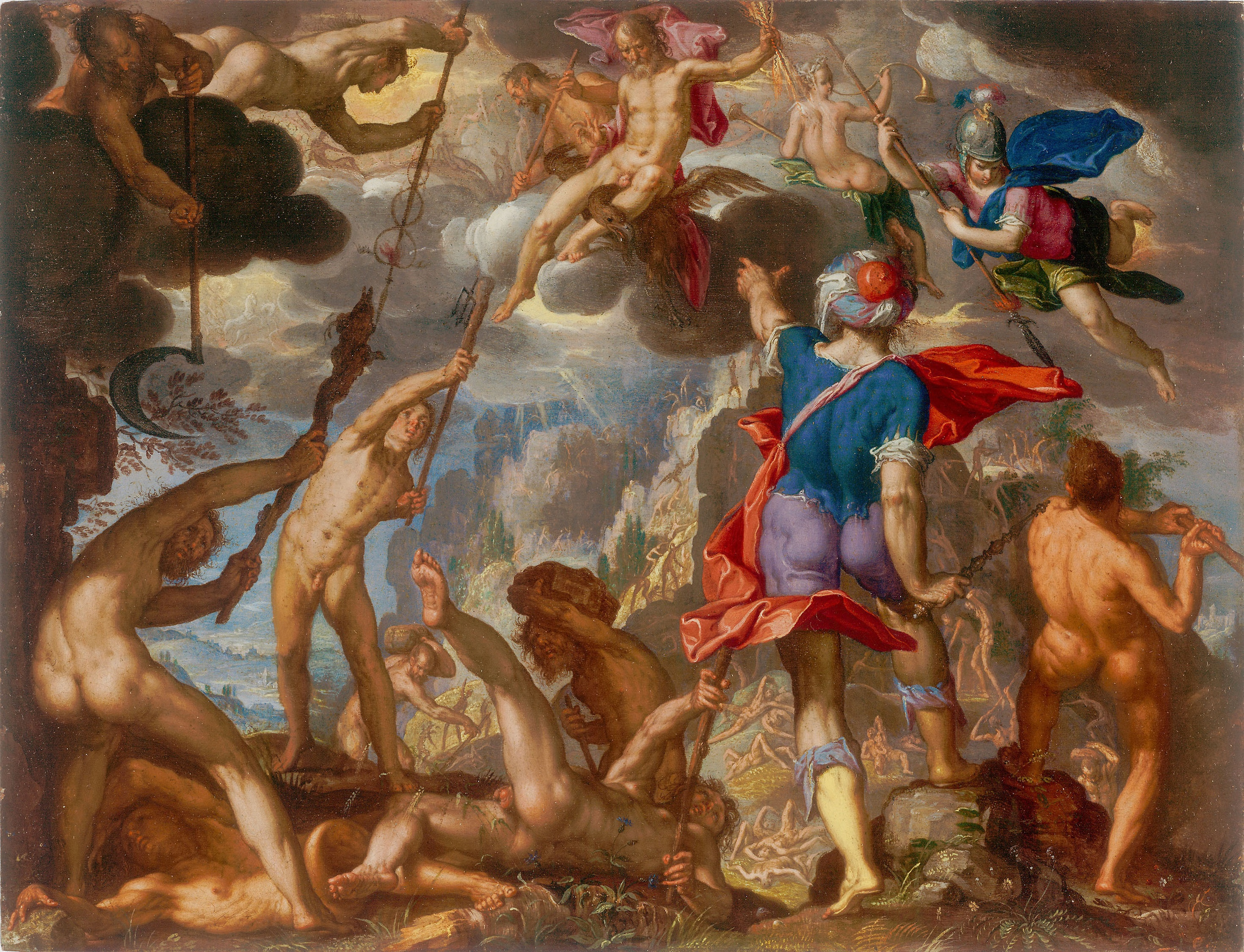
Joachim Wtewael, Az istenek és titánok harca, olajfestmény, 1600

Zeusz ezután háborút viselt apja ellen, szövetségesei szegény testvérei voltak: Hesztia, Demeter, Héra, Hadész és Poszeidón. Zeusz elengedte a Százkezűeket és a Küklopszokat a földről (ahol Kronosz bebörtönözte őket), és ők is szövetségre léptek vele. A Százkezűek köveket hajigáltak, a küklopszok pedig Zeusznak kovácsolták az ikonikus mennydörgést és villámlást. A másik oldalon, Kronosszal szövetkezve harcolt a többi titán, Themisz és fia, Prométheusz kivételével, akik Zeusszal szövetkeztek. (Megjegyzés: Hésziodosznál Clymene Prométheusz anyja.) Atlasz fontos vezető volt Kronosz oldalán. A háború tíz évig tartott, de végül Zeusz és a többi olimpikon győzött, a titánok egy részét a Tartaroszba zárták, a Százkezűeket pedig őreikké tették. Atlaszt különleges büntetésben részesítették: feltartotta az eget. Egyes beszámolók szerint, amikor Zeusz biztonságban volt hatalmában, beletörődött, és szabadságot adott a titánoknak.
Hyginus másképp meséli el a Titanomakhiát: Miután Héra látta, hogy az ágyastól született Ephapus egy ilyen nagy királyságot (Egyiptomot) irányít, gondoskodott arról, hogy vadászat közben megöljék, és arra biztatta a titánokat, hogy űzzék ki Zeuszt a királyságból, és állítsa vissza Kronosznak (Szaturnusz). Amikor megpróbáltak felszállni a mennyországra, Zeusz, Athéné, Apollón és Artemisz segítségével fejjel a Tartaroszba vetette őket. Atlaszra, aki a vezetőjük volt, az égboltozatot helyezte; állítólag még most is a vállán tartja az eget.
Győzelmüket követően a három testvér felosztotta egymás között a világot: Zeusz uralmat kapott az ég és a levegő felett, és uralkodóként ismerték el (más néven Égi Atya). Poszeidón a tengert és az összes vizet, míg Hadész az Alvilágot, a holtak birodalmát kapta. A többi isten mindegyikének a természete és hajlamai szerint osztottak ki feladatokat. A föld mindenki számára közös volt, hogy tetszés szerint tegyenek, amit akarnak, még ha szemben is állnak egymással, hacsak a testvéreket (Zeuszt, Poszeidónt és Hadészt) nem szólítják közbelépésre.

## Titanomakhia, az elveszett vers

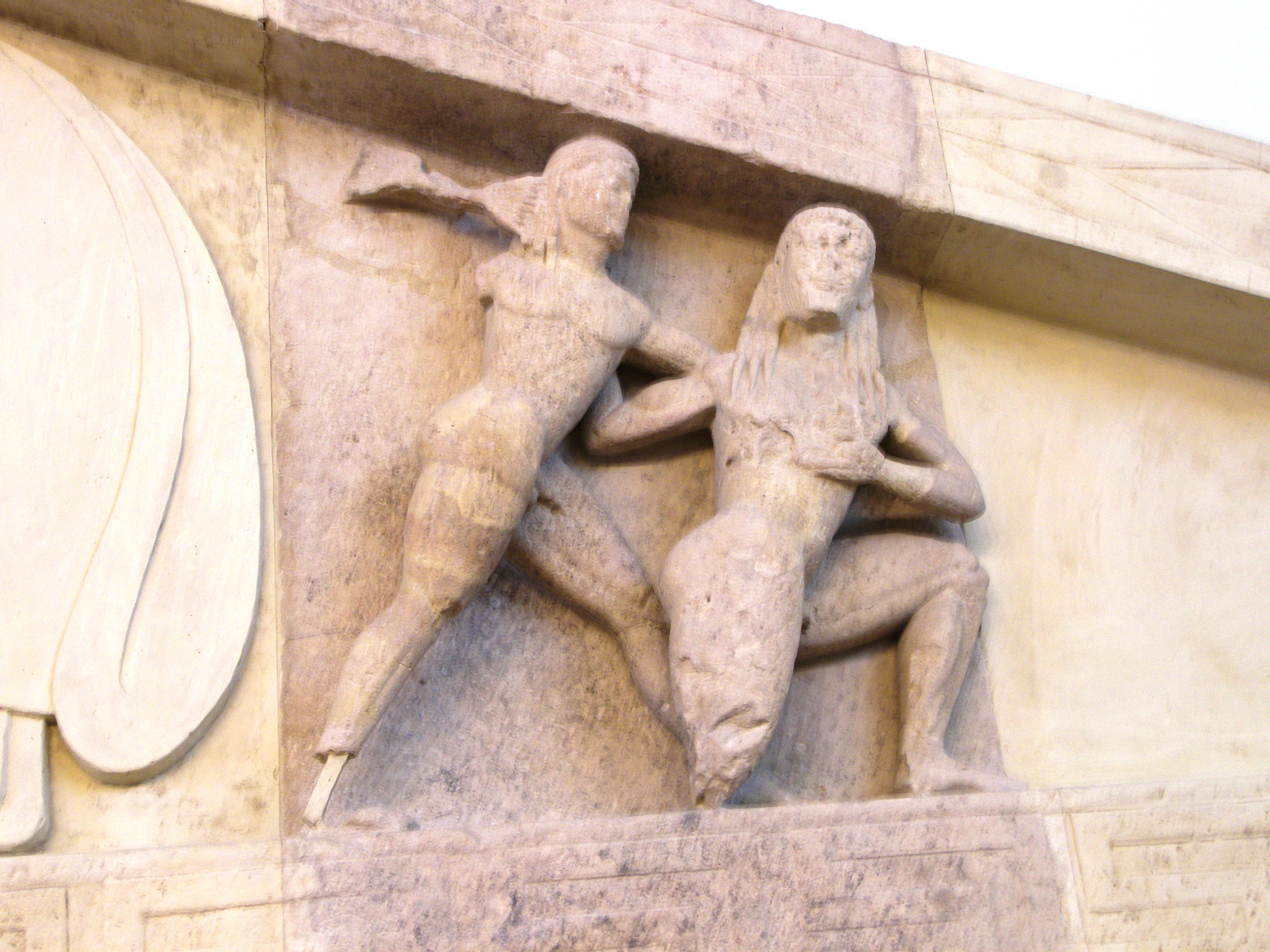
Egy lehetséges Titanomakhia: Egy szakálltalan Zeuszt ábrázol, amint villámot indít egy térdelő alak (titán?) ellen a korfui Artemisz-templom Gorgon oromfalánál, a Korfui Régészeti Múzeumban

A Titanomakhia némileg eltérő leírása egy mára elveszett versben jelent meg. A verset hagyományosan a korinthoszi Eumelosznak, az ősi Korinthosz bakkhiai uralkodócsaládja félig legendás bárdjának tulajdonították, akit a proszódion, a messzeoni függetlenség Déloszon előadott körmeneti himnuszának hagyományos szerzőjeként tartottak számon.
Még az ókorban is sok szerző idézte a Titanomakhiát a szerző neve nélkül. A vershez Eumelosz nevét csatolták egyetlen elérhető névként. 
A nagyon hiányos bizonyítékok alapján úgy tűnik, hogy Eumelosz beszámolója a Titanomakhiáról lényeges pontokban különbözött Hésziodosz Theogóniájának fennmaradt beszámolójától. Legkorábban a Krisztus előtti hetedik század végén íródott.
A Titanomakhia két könyvre oszlott. Az olümposziak és a titánok csatáját megelőzte valamiféle Teogónia, vagyis az ősistenek genealógiája, amelyben Lüdosz késő római író megjegyezte, hogy a Titanomakhia szerzője Zeusz születését nem Krétára, hanem Lüdiára helyezte, aminek a Spil-hegyet kell jelentenie.